# Колос (стадіон, Воля)
«Кóлос» — спортивний комплекс в селі Воля (до 2024 — Чкалове), Нікопольського району Дніпропетровської області.
Домашній стадіон футбольної команди «Колос».
На базі спорткомплексу «Колос» в селі Воля окрім футбольного поля з натуральним покриттям та трибун на 1500 глядачів знаходяться: Футбольне поле зі штучним покриттям, футбольний майданчик (60×35 метрів) зі штучним покриттям, спортивний зал (36×18 метрів), тенісний, волейбольний та баскетбольний майданчики, а також готель, їдальня та ресторан.
Станом на 2020, стадіон відповідає структурним вимогам 1-ї категорії УАФ.